# Rechthoekszijde

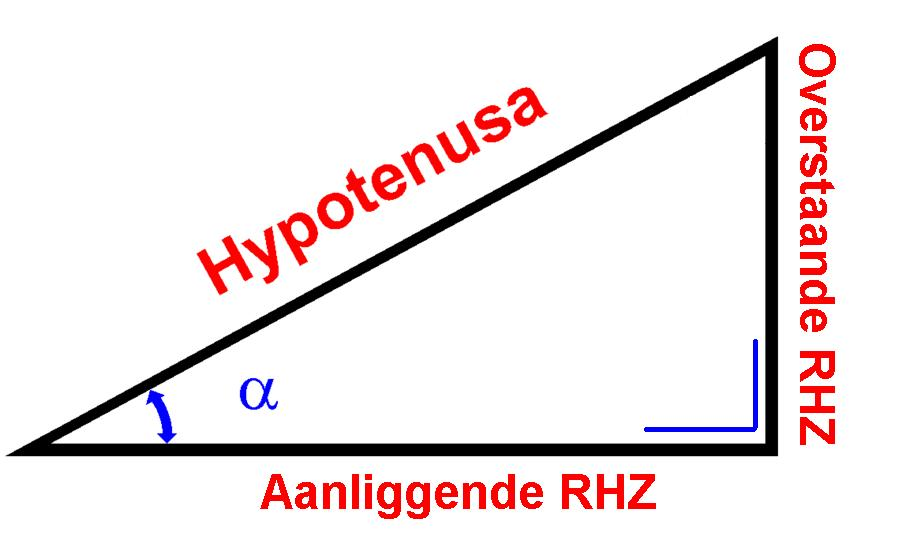
Rechthoekige driehoek

De rechthoekszijden zijn in een rechthoekige driehoek de twee zijden van de driehoek, die aan de rechte hoek grenzen.
Gegeven een van de twee hoekpunten met een scherpe hoek in de driehoek, dan is ten opzichte van dit hoekpunt een van deze twee de overstaande rechthoekszijde en de andere de aanliggende rechthoekszijde. Noem die hoek {\displaystyle \alpha }. De aanliggende rechthoekszijde van {\displaystyle \alpha } is de zijde die aan {\displaystyle \alpha } grenst en de overstaande rechthoekszijde van {\displaystyle \alpha } is de zijde die niet aan {\displaystyle \alpha } grenst. De derde driehoekszijde, die dus tegenover de rechte hoek ligt, is de hypotenusa. Dat is de langste zijde van een rechthoekige driehoek.
De drie zijden staan in de figuur benoemd.